# 故县镇 (洛宁县)
故县镇，是中华人民共和国河南省洛陽市洛宁县下辖的一个乡镇级行政单位。

## 行政区划
故县镇下辖以下地区：
寻峪村、东庄村、窑瓦村、高原村、北窑村、竹园村、南原村、焦寺河村、言里村、隍城村、岭南村和西岭村。